# Lista de presidentes da Assembleia Legislativa do Rio de Janeiro
Esta é uma Lista de presidentes da Assembleia Legislativa do Rio de Janeiro.
| N° | Nome               | Imagem                                           | Partido                                          | Início do mandato       | Fim do mandato               | Observações                                                        |
| 1  | José Pinto         |                                                  | Movimento Democrático Brasileiro MDB             | 15 de Março de 1975     | 15 de Março de 1977          | Eleito em sufrágio interno                                         |
| 2  | Cláudio Moacyr     |                                                  | Movimento Democrático Brasileiro MDB             | 15 de Março de 1977     | 15 de Março de 1979          | Eleito em sufrágio interno                                         |
| 3  | Paschoal Cittadino |                                                  | Movimento Democrático Brasileiro MDB             | 15 de março de 1979     | 15 de março de 1981          | Eleito em sufrágio interno                                         |
| 3  | Paschoal Cittadino | Partido Popular PP                               |                                                  | 15 de março de 1979     | 15 de março de 1981          | Eleito em sufrágio interno                                         |
| 4  | Jorge Leite        |                                                  | Partido Popular PP                               | 15 de Março de 1981     | 15 de Março de 1983          | Eleito em sufrágio interno                                         |
| 5  | Paulo Ribeiro      |                                                  | Partido Democrático Trabalhista PDT              | 15 de Março de 1983     | 15 de Março de 1985          | Eleito em sufrágio interno                                         |
| 6  | Eduardo Chuahy     |                                                  | Partido Democrático Trabalhista PDT              | 15 de Março de 1985     | 1° de Fevereiro de 1987      | Eleito em sufrágio interno                                         |
| 7  | Gilberto Rodriguez |                                                  | Partido do Movimento Democrático Brasileiro PMDB | 1° de Fevereiro de 1987 | 1° de Fevereiro de 1989      | Eleito em sufrágio interno                                         |
| 7  | Gilberto Rodriguez | 1° de Fevereiro de 1989                          | Partido do Movimento Democrático Brasileiro PMDB | ? de 1990               | Reeleito em sufrágio interno |                                                                    |
| 8  | Paulo Antunes      |                                                  | Partido do Movimento Democrático Brasileiro PMDB | ? de 1990               | 1° de Fevereiro de 1991      | 1º Vice-Presidente no cargo interinamente                          |
| 9  | José Nader         |                                                  | Partido Democrático Trabalhista PDT              | 1° de Fevereiro de 1991 | 1° de Fevereiro de 1993      | Eleito em sufrágio interno                                         |
| 9  | José Nader         | 1° de Fevereiro de 1993                          | Partido Democrático Trabalhista PDT              | 1° de Fevereiro de 1995 | Reeleito em sufrágio interno |                                                                    |
| 10 | Sérgio Cabral      |                                                  | Partido da Social Democracia Brasileira PSDB     | 1° de Fevereiro de 1995 | 1° de Fevereiro de 1997      | Eleito em sufrágio interno                                         |
| 10 | Sérgio Cabral      | Partido do Movimento Democrático Brasileiro PMDB | 1° de Fevereiro de 1997                          | 1° de Fevereiro de 1999 | Reeleito em sufrágio interno |                                                                    |
| 10 | Sérgio Cabral      | Partido do Movimento Democrático Brasileiro PMDB | 1° de Fevereiro de 1999                          | 1° de Fevereiro de 2001 | Reeleito em sufrágio interno |                                                                    |
| 10 | Sérgio Cabral      | Partido do Movimento Democrático Brasileiro PMDB | 1° de Fevereiro de 2001                          | 1° de Fevereiro de 2003 | Reeleito em sufrágio interno |                                                                    |
| 11 | Jorge Picciani     |                                                  | Partido do Movimento Democrático Brasileiro PMDB | 1° de Fevereiro de 2003 | 1° de Fevereiro de 2005      | Eleito em sufrágio interno                                         |
| 11 | Jorge Picciani     | 1° de Fevereiro de 2005                          | Partido do Movimento Democrático Brasileiro PMDB | 1° de Fevereiro de 2007 | Reeleito em sufrágio interno |                                                                    |
| 11 | Jorge Picciani     | 1° de Fevereiro de 2007                          | Partido do Movimento Democrático Brasileiro PMDB | 1° de Fevereiro de 2009 | Reeleito em sufrágio interno |                                                                    |
| 11 | Jorge Picciani     | 1° de Fevereiro de 2009                          | Partido do Movimento Democrático Brasileiro PMDB | 1° de Fevereiro de 2011 | Reeleito em sufrágio interno |                                                                    |
| 12 | Paulo Melo         |                                                  | Partido do Movimento Democrático Brasileiro PMDB | 1° de Fevereiro de 2011 | 1° de Fevereiro de 2013      | Eleito em sufrágio interno                                         |
| 12 | Paulo Melo         | 1° de Fevereiro de 2013                          | Partido do Movimento Democrático Brasileiro PMDB | 1° de Fevereiro de 2015 | Reeleito em sufrágio interno |                                                                    |
| 13 | Jorge Picciani     |                                                  | Partido do Movimento Democrático Brasileiro PMDB | 1° de Fevereiro de 2015 | 20 de Novembro de 2017       | Eleito em sufrágio interno, preso durante o cumprimento do mandato |
| 14 | Wagner Montes      |                                                  | Partido Republicano Brasileiro PRB               | 20 de Novembro de 2017  | 4 de Dezembro de 2017        | 1º Vice-Presidente no cargo interinamente                          |
| 15 | André Ceciliano    |                                                  | Partido dos Trabalhadores PT                     | 4 de Dezembro de 2017   | 1° de Fevereiro de 2019      | 2º Vice-Presidente no cargo interinamente                          |
| 15 | André Ceciliano    | 1° de Fevereiro de 2019                          | Partido dos Trabalhadores PT                     | 1º de Fevereiro de 2021 | Reeleito em sufrágio interno |                                                                    |
| 15 | André Ceciliano    | 1º de Fevereiro de 2021                          | Partido dos Trabalhadores PT                     | 1° de Fevereiro de 2023 | Reeleito em sufrágio interno |                                                                    |
| 16 | Rodrigo Bacellar   |                                                  | Partido Liberal PL                               | 1° de Fevereiro de 2023 | 1° de Fevereiro de 2025      | Eleito em sufrágio interno                                         |
| 16 | Rodrigo Bacellar   | União Brasil UNIÃO                               | 1° de Fevereiro de 2025                          | Atualmente              | Reeleito em sufrágio interno |                                                                    |

## ligações externas
- site oficial da ALERJ